# Rinus Spoor
Rinus Spoor (Haarlem, 11 februari 1941) is een Nederlandse voormalig televisieregisseur.

## Biografie

### Jeugd en opleiding
Spoor werd geboren in Haarlem. Hij ging daar naar de hbs en vervolgens naar het Lourens Coster Lyceum. Daarna studeerde hij sociologie aan de Universiteit van Amsterdam.

### Privé
Spoor is getrouwd met de ex-vrouw van Willem Ruis.

## Carrière
Spoor ging in 1968 aan de slag voor de televisie bij de VARA. Hij regisseerde onder meer de programma's Bij Dorus op schoot en Bij Dorus op Visite van Tom Manders. Daarna regisseerde hij in de jaren 70 de tv-programma's Een klein uur U van Koos Postema, Dagje ouder van Sonja Barend, Welk liedje zal ik zingen? van Mies Bouwman, de Sinterklaasmusical Mikke makke marsepein en Het boek van Jaap.
In de jaren tachtig en negentig regisseerde hij onder meer De Willem Ruis Lotto Show, De Nachtshow, De Knock-Out Show van Harry Vermeegen, Kinderen voor Kinderen, Kinderen voor Kinderen Festival, Vijf tegen vijf, Seth & Fiona, Voor altijd Kerst, Geef nooit op, De schreeuw van De Leeuw en het muziekalbum Kouwe drukte van Brigitte Kaandorp. Later produceerde hij de programma's Hallo Nederland, Tijd voor MAX en MAX & Loretta van omroep MAX en Bij ons thuis van Teleac.
Hij had een eigen productiebedrijf in Loenen aan de Vecht. In 2016 stopte hij met zijn tv-werk.